# Elaphoidella michailovae
Elaphoidella michailovae is een eenoogkreeftjessoort uit de familie van de Canthocamptidae. De wetenschappelijke naam van de soort is voor het eerst geldig gepubliceerd in 1970 door Basamakov.